# Rezerwat przyrody Jezioro Łuknajno

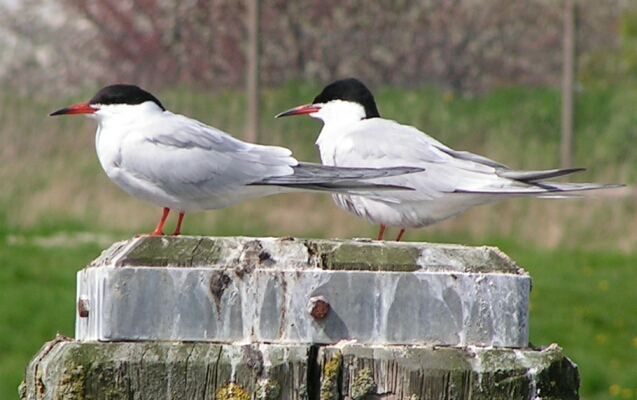
Rybitwa rzeczna

Rezerwat przyrody Jezioro Łuknajno – rezerwat faunistyczny położony na terenie Mazurskiego Parku Krajobrazowego, ok. 5 km na wschód od centrum Mikołajek, w województwie warmińsko-mazurskim, w Krainie Wielkich Jezior Mazurskich. Jego powierzchnia wynosi 1189,11 ha.
Obszar ten został uznany za „teren ochronny” w 1947 zarządzeniem Wojewody Olsztyńskiego. Wcześniej jezioro zostało objęte ochroną 24 lipca 1937 r. przez III Rzeszę. Od 1976 z uwagi na swoją wyjątkowo dużą wartość naukową, został on również objęty ochroną międzynarodową jako rezerwat biosfery w ramach programu UNESCO-MAB („Człowiek i biosfera”). Ponadto od 1977 został objęty międzynarodową konwencją ramsarską, chroniącą obszary błotne i podmokłe.
Łuknajno to położone na wysokości 115 m n.p.m. jezioro, szeroko rozlane na powierzchni 680 ha i połączone wąskim kanałem z jeziorem Śniardwy. Jezioro jest eutroficzne, bardzo wypłycone w daleko posuniętym procesie zarastania. Grząskie, muliste dno jeziora porastają zwarte skupienia ramienic. Brzegi jeziora przeważnie płaskie, otoczone są szerokim pasem szuwarów. Wokół występują rozległe torfowiska niskie, zajęte w części przez zarośla wierzbowe lub łąki kośne. Od strony południowej występuje płat typowej olszyny. W rezerwacie prowadzone są zoologiczne i ekologiczne badania naukowe. Na wschodnim brzegu jeziora Łuknajno znajduje się Stacja Terenowa Uniwersytetu Warszawskiego im. prof. Kazimierza Dobrowolskiego (stacja jest położona w miejscowości Urwitałt).
Rezerwat utworzono celem zachowania jednej z największych w Europie kolonii łabędzia niemego. Utrzymywaniu się tak licznej kolonii, liczącej w niektórych latach około 2000 osobników, sprzyja duża powierzchnia jeziora i korzystne warunki siedliskowe także dla wielu innych przedstawicieli fauny.

## Fauna rezerwatu Jezioro Łuknajno
- Płazy (Amphibia)
  - płazy ogoniaste (Caudata)
    - salamandrowate (Salamandridae)
      - traszka grzebieniasta (Triturus cristatus)

  - płazy bezogonowe (Anura)
    - ropuszkowate (Discoglossidae)
      - kumak nizinny (Bombina bombina)

    - grzebiuszkowate (Pelobatidae)
      - grzebiuszka ziemna (Pelobates fuscus)

    - ropuchowate (Bufonidae)
      - ropucha paskówka (Bufo calamita)

    - żabowate (Ranidae)
      - żaba śmieszka (Rana ridibunda)

- Ptaki (Aves)
  - nury (Gaviiformes)
    - nury (Gaviidae)
      - nur czarnoszyi (Gavia arctica)

  - perkozy (Podicipediformes)
    - perkozy (Podicipedidae)
      - perkozek (Tachybaptus ruficollis)
      - perkoz rdzawoszyi (Podiceps grisegena)
      - perkoz dwuczuby (Podiceps cristatus)
      - zausznik (Podiceps nigricollis)

  - pełnopłetwe (Pelecaniformes)
    - kormoranowate (Phalacrocoracidae)
      - kormoran (Phalacrocorax carbo)

  - brodzące (Ciconiiformes)
    - czaplowate (Ardeidae)
      - czapla siwa (Ardea cinerea)
      - bączek (Ixobrychus minutus)
      - bąk (Botaurus stellaris)

  - blaszkodziobe (Anseriformes)
    - kaczkowate (Anatidae)
      - łabędź niemy (Cygnus olor)
      - łabędź krzykliwy (Cygnus cygnus)
      - gęś zbożowa (Anser fabalis)
      - gęś białoczelna (Anser albifrons)
      - gęś gęgawa (Anser anser)
      - świstun (Anas penelope)
      - krakwa (Anas strepera)
      - cyraneczka (Anas crecca)
      - krzyżówka (Anas platyrhynchos)
      - rożeniec (Anas acuta)
      - cyranka (Anas querquedula)
      - płaskonos (Anas clypeata)
      - hełmiatka (Netta rufina)
      - głowienka (Aythya ferina)
      - czernica (Aythya fuligula)
      - uhla (Melanitta fusca)
      - gągoł (Bucephala clangula)
      - bielaczek (Mergus albellus)
      - nurogęś (Mergus merganser)

  - szponiaste (Falconiformes)
    - rybołowowate (Pandionidae)
      - rybołów (Pandion haliaetus)

    - jastrzębiowate (Accipitridae)
      - trzmielojad (Pernis apivorus)
      - kania ruda (Milvus milvus)
      - kania czarna (Milvus migrans)
      - bielik (Haliaeetus albicilla)
      - błotniak stawowy (Circus aeruginosus)
      - błotniak zbożowy (Circus cyaneus)
      - krogulec (Accipiter nisus)
      - jastrząb (Accipiter gentilis)
      - orlik krzykliwy (Aquila pomarina)
      - orzeł przedni (Aquila chrysaetos)

    - sokołowate (Falconidae)
      - pustułka (Falco tinnunculus)
      - kobuz (Falco subbuteo)

  - żurawiowe (Gruiformes)
    - żurawie (Gruidae)
      - żuraw (Grus grus)

    - chruścielowate (Rallidae)
      - wodnik (Rallus aquaticus)
      - derkacz (Crex crex)
      - zielonka (Porzana parva)
      - kropiatka (Porzana porzana)
      - kokoszka (Gallinula chloropus)
      - łyska (Fulica atra)

  - siewkowe (Charadriiformes)
    - siewkowate (Charadriidae)
      - siewnica (Pluvialis squatarola)
      - sieweczka obrożna (Charadrius hiaticula)
      - sieweczka rzeczna (Charadrius dubius)
      - czajka (Vanellus vanellus)

    - bekasowate (Scolopacidae)
      - bekas kszyk (Gallinago gallinago)
      - rycyk (Limosa limosa)
      - kulik wielki (Numenius arquata)
      - krwawodziób (Tringa totanus)
      - kwokacz (Tringa nebularia)
      - brodziec piskliwy (Actitis hypoleucos)

    - mewy (Laridae)
      - mewa siodłata (Larus marinus)
      - mewa śmieszka (Larus ridibundus)
      - mewa mała (Larus minutus)

    - rybitwy (Sternidae)
      - rybitwa białoskrzydła (Chlidonias leucopterus)
      - rybitwa czarna (Chlidonias niger)
      - rybitwa wielkodzioba (Sterna caspia)
      - rybitwa rzeczna (Sterna hirundo)

  - lelkowe (Caprimulgiformes)
    - lelkowate (Caprimulgidae)
      - lelek kozodój (Caprimulgus europaeus)

  - kraskowe (Coraciiformes)
    - dudkowate (Upupidae)
      - dudek (Upupa epops)

  - wróblowe (Passeriformes)
    - dzierzbowate (Laniidae)
      - srokosz (Lanius excubitor)

    - krukowate (Corvidae)
      - kruk (Corvus corax)

    - pokrzewkowate (Sylviidae)
      - świerszczak (Locustella naevia)
      - strumieniówka (Locustella fluviatilis)
      - brzęczka (Locustella luscinioides)
      - rokitniczka (Acrocephalus schoenobaenus)
      - trzcinniczek (Acrocephalus scirpaceus)
      - łozówka (Acrocephalus palustris)
      - trzciniak (Acrocephalus arundinaceus)
      - jarzębatka (Sylvia nisoria)

    - muchołówki (Muscicapidae)
      - muchołówka mała (Ficedula parva)

    - drozdowate (Turdidae)
      - droździk (Turdus iliacus)

    - ogoniatki (Panuridae)
      - wąsatka (Panurus biarmicus)

    - remizy (Remizidae)
      - remiz (Remiz pendulinus)

    - trznadlowate (Emberizidae)
      - śnieguła (Plectrophenax nivalis)

- Ssaki (Mammalia)
  - drapieżne (Carnivora)
    - psowate (Canidae)
      - jenot (Nyctereutes procyonoides)
      - lis (Vulpes vulpes)

    - łasicowate (Mustelidae)
      - wydra (Lutra lutra)
      - borsuk (Meles meles)
      - kuna domowa (Martes foina)
      - kuna leśna (Martes martes)
      - gronostaj (Mustela erminea)
      - łasica (Mustela nivalis)
      - tchórz (Mustela putorius)

  - parzystokopytne (Artiodactyla)
    - świniowate (Suidae)
      - dzik (Sus scrofa)

    - jeleniowate (Cervidae)
      - łoś (Alces alces)
      - sarna (Capreolus capreolus)

  - gryzonie (Rodentia)
    - myszowate (Muridae)
      - karczownik ziemnowodny (Arvicola terrestris)
      - piżmak (Ondatra zibethicus)